# Майк Райллі
Майк Райллі (англ. Mike Reilly; 13 липня 1993, м. Чикаго, США) — американський хокеїст, захисник. Виступає за «Міннесота Вайлд» у Національній хокейній лізі (НХЛ).
Виступав за Міннесотський університет (NCAA).
В чемпіонатах НХЛ — 0 матчів (0+0), у турнірах Кубка Стенлі — 0 матчів (0+0).
У складі національної збірної США учасник чемпіонату світу 2015 (10 матчів, 0+1). У складі молодіжної збірної США учасник чемпіонату світу 2013.
Досягнення
- Бронзовий призер чемпіонату світу (2015)
- Переможець молодіжного чемпіонату світу (2013)